# Ербас А320 фамилија
Ербас А320 фамилија (енгл. Airbus A-320 family) се састоји од ускотрупних авиона које производи компанија Ербас. У ову породицу спадају авиони А318, А319, А320, А321 и Ербас ACJ бизнис џет. Фамилија која се сада производи се назива А320ceo (енгл. ceo - current engine option), док се њен наследник са новим моторима зове А320neo (енгл. neo - new engine option). У зависности од модела овај авион може да понесе до 220 путника и има долет од 3.100 до 12.000 km.
Главне производне траке у Европи се налазе у Тулузу и Хамбургу. За азијске купце 2009. године је покренута производна трака у Тјенцину у Кини. У априлу 2013. године Ербас је почео са градњом производне траке у Мобилу у Алабами која ће производити моделе А319, А320 и А321.

## Развој

### Варијанте са новим моторима: A320neo
Airbus A320neo је фамилија авиона која треба да замени постојећу фамилију А320 авиона новијим и економичнијим типовима мотора. NEO је скраћеница од New Engine Option. Ово је последњи корак у модернизацији фамилије А320 започете 2006. године. Програм модернизације укључује унапређење аеродинамичности, велике закривљене winglete (sharklet), смањење тежине, нове кабине са већим простором за пртљаг и унапређен систем пречишћавања ваздуха.
Сва ова унапређења треба да доведу до смањење потрошње горива за 15%, смањење оперативних трошкова за 8%, смањење нивоа буке и нитроген оксида за 10%. Практично ће се домет повећати на 6.900 km. Купци ће моћи да бирају између два типа мотора CFM International LEAP-1A или Pratt & Whitney PW1000G. Крајем 2013. године је већ постојало преко 2.500 наруџбина овог типа авиона. Прве испоруке су најављене за октобар 2015. године. Уобичајена цена за овај тип авиона је око 100 милиона долара.
На аеромитингу у Дубаију новембра 2013. године авио компанија из Београда AirSERBIA је објавила да је кроз наруџбину Etihad Airways према Airbus-у за наредне године наручила 10 авиона овог типа, који би требало да буду испоручени између 2018. и 2020. године.

## Варијанте
Авион А320 је дао повода за породицу авиона који деле заједнички дизајн, али су нешто мањи (А319), знатно мањи (А318), или незнатно већа (А321). Путнички капацитет се креће од 100 до 220 путника. Главни конкуренти су Боинг 717, Боинг 737 и Боинг 757-200 авиони. Сви имају исти пилот тип-рејтинг. Данас су све варијанте доступне као корпоративни џетови. ЈуЕс ерлајнс је највећи корисник А320 породице авиона у Северној Америци са 219 авиона од краја септембра 2011. године.
Технички, назив „А320“ само се односи на оригинални авион средње величине, али се често неформално користи да указује на било који авион (А318/А319/А320/А321) у породици. Све варијанте су у могућности да примају ЕТОПС сертификате.

### А318
Ово је најмањи модел породице. Може максимално да превезе 132 путника и има долет 5700 km. Ушао је у употребу јула 2003. са Фронтиер ерлајнсом и њиме могу да управљају сви пилоти који су обучени за управљање осталим моделима А320 фамилије.
До сада је поручено само 80 модела од 7 авио-компанија, упркос великим очекивањима. Највећи оператор је Ер Франс са 18 летелица у својој флоти.
Директан конкурент је Боинг 737-600.

### А319
Модел А319 је краћена верзија основног модела фамилије А320. Такође познат као А320М-7(А320 минус седам редова седишта), краћи је 3.73m од модела А320. Као резултат, број излаза за хитне случајеве је смањен на шест. Са готово истим капацитетом за гориво као већи брат и мање путника, долет са 124 путника у две класе седења достиже 6650 km, док се са винглетима долет повећава на 6850 km. За погон се користе исти мотори као и за већи А320 али са смањеним потиском због мање максималне полетне тежине.
Прве поруџбине су пристигле од Међународне финансијске закупне корпорације 1993. (6 летелица), а касније од Свисера и Алиталије.
Ербас је одлучио да покрене програм А319 10. марта 1993, а састављање првог авиона је почело 23. марта 1995.
А319 је врло популаран међу авио-компанијама, поготово међу нискотарифним авио-компанијама, као што је британски Изиџет је А319-ицама и А320-ицама заменила своју велику Боингову флоту.

### А320
Постоје две варијанте А320 модела авиона: А320-100 и А320-200. Само је 21 авион типа А320-100 икада произведен; ови авиони, који су први произведени, испоручени су само Ер Интеру (касније га купио Ер Франс) и Бритиш ервејзу (због поруџбина од Бритиш Каледонијан ервејз пре аквизиције од Бритиш ервејза). Ербас А320-200 има посебно обликован врх крила и повећан капацитет за гориво у односу на А320-100 за повећан долет али осим тога, разлике су минималне. Задњи лет А320-100 авиона, којим је управљао Бритиш ервејз, обављен је крајем 2007. године. Типичан долет са 150 путнике за авион типа А320-200 је 5.900 km. Покрећу га два CFMI CFM56-5 или IAE V2500 мотора са потиском од 25.500 до 27.000 фунти снаге (113 kN to 120 kN).
Директан конкурент је авион Боинг 737-800.

### А321
Модел А321 је издужена верзија модела А320 и његова прва од две модификације. Лансиран је 1988. године када је А320 ушао у оперативну употребу. Главна модификација у односну на основни А320 је издужени труп, који је продужен за 6.94 метра, што модел А321 чини најдужим из породице А320 модела. Да би се задржале добре перформансе, површина крила је повећана за 4 m² на 128 m². Урађене су и друге мање модификације да би се подржала повећана максимална тежина од 83000 kg. Први лет прототипа се десио 11. марта 1993, а у оперативну употребу је ушао 1994.
Први модели А321-100 су имали умањене перформансе па је 1995. Ербас лансирао измењену верзију која је могла да прелети континентални део САД. А321-200 је унапређена верзија која је први пут полетела у децембру 1996. Ова верзија има моторе који производе већи потисак. На авиону су начињене мале структуралне измене и већи резервоари.
Главна конкуренција овом моделу су Боинг 737-900 и Боинг 757-200.

### Теретна верзија
Предвиђено је да се рамови А320-ица и А321-ице реконструишу у Немачкој у Дрездену, како би се могли користити у карго транспорту.
Али, 3. јуна 2011. Ербас је обуставио покретање програма теретне верзије.

## Карактеристике
|                                   | A318-100                                                                                    | A319-100 / A319ЛР /A319КЏ                                                                   | A320-200                                                                                    | A321-200                                                                                    |
| --------------------------------- | ------------------------------------------------------------------------------------------- | ------------------------------------------------------------------------------------------- | ------------------------------------------------------------------------------------------- | ------------------------------------------------------------------------------------------- |
| Чланова посаде                    | Два                                                                                         | Два                                                                                         | Два                                                                                         | Два                                                                                         |
| Капацитет                         | 132                                                                                         | 156                                                                                         | 180                                                                                         | 220                                                                                         |
| Простор за ноге                   | 74 cm & 76 cm (1-класа, максимум) 81 cm (1-класа, типичан) 97 cm & 81 cm (2-класе, типичан) | 71 cm & 76 cm (1-класа, максимум) 81 cm (1-класа, типичан) 91 cm & 81 cm (2-класе, типичан) | 71 cm & 74 cm (1-класа, максимум) 81 cm (1-класа, типичан) 91 cm & 81 cm (2-класе, типичан) | 71 cm & 74 cm (1-класа, максимум) 81 cm (1-класа, типичан) 91 cm & 81 cm (2-класе, типичан) |
| Теретни капацитет                 | 21.21 m³                                                                                    | 27.62 m³ 4× ЛД3-46                                                                          | 37.41 m³ 7× ЛД3-46                                                                          | 51.73 m³ 10× ЛД3-46                                                                         |
| Дужина                            | 31.44 m                                                                                     | 33.84 m                                                                                     | 37.57 m                                                                                     | 44.51 m                                                                                     |
| Размах крила                      | 34.10 m                                                                                     | 34.10 m                                                                                     | 34.10 m                                                                                     | 34.10 m                                                                                     |
| Површина крила                    | 122.6 m²                                                                                    | 122.6 m²                                                                                    | 122.6 m²                                                                                    | 122.6 m²                                                                                    |
| Угао стреле крила                 | 25°                                                                                         | 25°                                                                                         | 25°                                                                                         | 25°                                                                                         |
| Висина репа                       | 12.51 m                                                                                     | 11.76 m                                                                                     | 11.76 m                                                                                     | 11.76 m                                                                                     |
| Ширина кабине                     | 3.70 m                                                                                      | 3.70 m                                                                                      | 3.70 m                                                                                      | 3.70 m                                                                                      |
| Ширина трупа                      | 3.95 m                                                                                      | 3.95 m                                                                                      | 3.95 m                                                                                      | 3.95 m                                                                                      |
| Маса празног                      | 39500 kg                                                                                    | 40800 kg                                                                                    | 42600 kg                                                                                    | 48500 kg                                                                                    |
| Максимална полетна маса (МПМ)     | 68 t                                                                                        | 75.5 t                                                                                      | 78 t                                                                                        | 93.5 t                                                                                      |
| Крстарећа брзина                  | 0.78 Маха (828 km/h на 11.000m)                                                             | 0.78 Маха (828 km/h на 11.000m)                                                             | 0.78 Маха (828 km/h на 11.000m)                                                             | 0.78 Маха (828 km/h на 11.000m)                                                             |
| Максимална брзина                 | 0.82 Маха (871 km/h на 11.000m)                                                             | 0.82 Маха (871 km/h на 11.000m)                                                             | 0.82 Маха (871 km/h на 11.000m)                                                             | 0.82 Маха (871 km/h на 11.000m)                                                             |
| Долет                             | 3100 nmi (5700 km)                                                                          | 3600 nmi (6700 km) ЛР: 5600 nmi (10 400 km) КЏ: 6500 nmi (12 000 km)                        | 3200 nmi (5900 km)                                                                          | 3000 nmi (5600 km)                                                                          |
| Пређена дужина писте при полетању | 1828 m                                                                                      | 2164 m                                                                                      | 2090 m                                                                                      | 2560 m                                                                                      |
| Капацитет горива                  | 24210 L                                                                                     | 24210 L стандардно 30190 L опционо                                                          | 24210 L стандардно 30190 L опционо                                                          | 24050 L стандардно 30030 L опционо                                                          |
| Плафон лета                       | 12000 m                                                                                     | 12000 m                                                                                     | 12000 m                                                                                     | 12000 m                                                                                     |
| Мотори (×2)                       | Прет & Витни ПВ6000 серија или ЦФМ Интернашонал ЦФM56 серија                                | ИАЕ В2500 серија или ЦФМ Интернашонал ЦФM56 серија                                          | ИАЕ В2500 серија или ЦФМ Интернашонал ЦФM56 серија                                          | ИАЕ В2500 серија или ЦФМ Интернашонал ЦФM56 серија                                          |
| Потисак (×2)                      | 96-106 kN                                                                                   | 98-120 kN                                                                                   | 111-120 kN                                                                                  | 133-147 kN                                                                                  |

## Наруџбине и доставе
|        | Наруџбине | Наруџбине  | Доставе | Доставе | Доставе | Доставе | Доставе | Доставе | Доставе | Доставе | Доставе | Доставе | Доставе | Доставе | Доставе | Доставе | Доставе | Доставе | Доставе | Доставе | Доставе | Доставе | Доставе | Доставе | Доставе | Доставе | Доставе | Доставе |
| Тип    | Укупно    | За доставу | Укупно  | 2012    | 2011    | 2010    | 2009    | 2008    | 2007    | 2006    | 2005    | 2004    | 2003    | 2002    | 2001    | 2000    | 1999    | 1998    | 1997    | 1996    | 1995    | 1994    | 1993    | 1992    | 1991    | 1990    | 1989    | 1988    |
| ------ | --------- | ---------- | ------- | ------- | ------- | ------- | ------- | ------- | ------- | ------- | ------- | ------- | ------- | ------- | ------- | ------- | ------- | ------- | ------- | ------- | ------- | ------- | ------- | ------- | ------- | ------- | ------- | ------- |
| A318   | 80        | 4          | 76      | 0       | 2       | 2       | 6       | 13      | 17      | 8       | 9       | 10      | 9       |         |         |         |         |         |         |         |         |         |         |         |         |         |         |         |
| A319   | 1,519     | 198        | 1,321   | 0       | 47      | 51      | 88      | 98      | 105     | 137     | 142     | 87      | 72      | 85      | 89      | 112     | 88      | 53      | 47      | 18      |         |         |         |         |         |         |         |         |
| A320   | 5,668     | 2,784      | 2,884   | 0       | 306     | 297     | 221     | 209     | 194     | 164     | 121     | 101     | 119     | 116     | 119     | 101     | 101     | 80      | 58      | 38      | 34      | 48      | 71      | 111     | 119     | 58      | 58      | 16      |
| A321   | 1,113     | 420        | 693     | 0       | 66      | 51      | 87      | 66      | 51      | 30      | 17      | 35      | 33      | 35      | 49      | 28      | 33      | 35      | 22      | 16      | 22      | 16      |         |         |         |         |         |         |
| Укупно | 8,380     | 3,406      | 4,974   | 0       | 421     | 401     | 402     | 386     | 367     | 339     | 289     | 233     | 233     | 236     | 257     | 241     | 222     | 168     | 127     | 72      | 56      | 64      | 71      | 111     | 119     | 58      | 58      | 16      |

Подаци од краја јануара 2012. године.